# سل، نورفک
سل (به انگلیسی: Salle) یک روستا و محله مدنی در بریتانیا است که در برادلند واقع شده است. سل ۸٫۲۱ کیلومتر مربع مساحت و ۵۰ نفر جمعیت دارد.